# Europees kampioenschap basketbal vrouwen 1968
Het 11e Europees kampioenschap basketbal vrouwen vond plaats van 5 tot 15 juli 1968 in Italië. 13 nationale teams speelden in Catania, Ragusa, Palermo en Messina om de Europese titel.

## Voorronde
Gastland Italië is automatisch geplaatst voor de hoofdronde, de overige 12 deelnemende landen zijn onderverdeeld in drie poules van vier landen. De top twee van elke poule plaatsten zich voor de hoofdronde, de overige landen speelden om de achtste plaats.

### Groep A
| Datum  | Land                     | Score    | Land                     |
| ------ | ------------------------ | -------- | ------------------------ |
| 5 juli | Nederland                | 48 – 36  | Bondsrepubliek Duitsland |
| 5 juli | Sovjet-Unie              | 83 – 27  | België                   |
| 6 juli | België                   | 54 – 49  | Nederland                |
| 6 juli | Bondsrepubliek Duitsland | 27 – 105 | Sovjet-Unie              |
| 7 juli | Bondsrepubliek Duitsland | 47 – 58  | België                   |
| 7 juli | Sovjet-Unie              | 91 – 29  | Nederland                |

| Groep A |                          |             |             |             |            |            |            |        |
| #       | Land                     | Wedstrijden | Wedstrijden | Wedstrijden | Doelpunten | Doelpunten | Doelpunten | Punten |
| #       | Land                     | G           | W           | V           | V          | T          | Saldo      | Punten |
| 1       | Sovjet-Unie              | 3           | 3           | 0           | 279        | 83         | +196       | 6      |
| 2       | België                   | 3           | 2           | 1           | 139        | 179        | -40        | 5      |
| 3       | Nederland                | 3           | 1           | 2           | 126        | 181        | -55        | 4      |
| 4       | Bondsrepubliek Duitsland | 3           | 0           | 3           | 110        | 211        | -101       | 3      |

### Groep B
| Datum  | Land                           | Score   | Land                           |
| ------ | ------------------------------ | ------- | ------------------------------ |
| 5 juli | Duitse Democratische Republiek | 61 – 46 | Frankrijk                      |
| 5 juli | Joegoslavië                    | 62 – 43 | Hongarije                      |
| 6 juli | Frankrijk                      | 56 – 65 | Joegoslavië                    |
| 6 juli | Hongarije                      | 49 – 61 | Duitse Democratische Republiek |
| 7 juli | Hongarije                      | 48 – 47 | Frankrijk                      |
| 7 juli | Duitse Democratische Republiek | 50 – 66 | Joegoslavië                    |

| Groep B |                                |             |             |             |            |            |            |        |
| #       | Land                           | Wedstrijden | Wedstrijden | Wedstrijden | Doelpunten | Doelpunten | Doelpunten | Punten |
| #       | Land                           | G           | W           | V           | V          | T          | Saldo      | Punten |
| 1       | Joegoslavië                    | 3           | 3           | 0           | 193        | 149        | +44        | 6      |
| 2       | Duitse Democratische Republiek | 3           | 2           | 1           | 172        | 161        | +11        | 5      |
| 3       | Hongarije                      | 3           | 1           | 2           | 140        | 170        | -30        | 4      |
| 4       | Frankrijk                      | 3           | 0           | 3           | 149        | 174        | -25        | 3      |

### Groep C
| Datum  | Land              | Score   | Land              |
| ------ | ----------------- | ------- | ----------------- |
| 5 juli | Roemenië          | 49 – 52 | Bulgarije         |
| 5 juli | Tsjecho-Slowakije | 58 – 72 | Polen             |
| 6 juli | Polen             | 55 – 44 | Roemenië          |
| 6 juli | Bulgarije         | 38 – 47 | Tsjecho-Slowakije |
| 7 juli | Tsjecho-Slowakije | 56 – 30 | Roemenië          |
| 7 juli | Bulgarije         | 56 – 47 | Polen             |

| Groep C |                   |             |             |             |            |            |            |        |
| #       | Land              | Wedstrijden | Wedstrijden | Wedstrijden | Doelpunten | Doelpunten | Doelpunten | Punten |
| #       | Land              | G           | W           | V           | V          | T          | Saldo      | Punten |
| 1       | Polen             | 3           | 2           | 1           | 174        | 158        | +16        | 5      |
| 2       | Bulgarije         | 3           | 2           | 1           | 146        | 143        | +3         | 5      |
| 3       | Tsjecho-Slowakije | 3           | 2           | 1           | 161        | 140        | +21        | 5      |
| 4       | Roemenië          | 3           | 0           | 3           | 123        | 163        | -40        | 3      |

## Hoofdronde
Onderlinge resultaten uit de voorronde telden niet mee voor de hoofdronde.

### Groep X
| Datum   | Land                           | Score   | Land                           |
| ------- | ------------------------------ | ------- | ------------------------------ |
| 9 juli  | Joegoslavië                    | 59 – 47 | Polen                          |
| 9 juli  | Italië                         | 61 – 36 | België                         |
| 9 juli  | Sovjet-Unie                    | 81 – 37 | Bulgarije                      |
| 10 juli | Polen                          | 61 – 30 | België                         |
| 10 juli | Italië                         | 43 – 54 | Duitse Democratische Republiek |
| 10 juli | Joegoslavië                    | 54 – 44 | Bulgarije                      |
| 11 juli | Polen                          | 58 – 50 | Duitse Democratische Republiek |
| 11 juli | België                         | 43 – 65 | Bulgarije                      |
| 11 juli | Joegoslavië                    | 51 – 84 | Sovjet-Unie                    |
| 12 juli | België                         | 34 – 84 | Sovjet-Unie                    |
| 12 juli | Bulgarije                      | 41 – 64 | Duitse Democratische Republiek |
| 12 juli | Italië                         | 37 – 38 | Polen                          |
| 13 juli | België                         | 44 – 82 | Joegoslavië                    |
| 13 juli | Duitse Democratische Republiek | 58 – 96 | Sovjet-Unie                    |
| 13 juli | Italië                         | 44 – 52 | Bulgarije                      |
| 14 juli | Sovjet-Unie                    | 61 – 31 | Italië                         |
| 14 juli | Duitse Democratische Republiek | 45 – 51 | Joegoslavië                    |
| 14 juli | Bulgarije                      | 57 – 64 | Polen                          |
| 15 juli | Duitse Democratische Republiek | 83 – 48 | België                         |
| 15 juli | Sovjet-Unie                    | 92 – 55 | Polen                          |
| 15 juli | Italië                         | 54 – 40 | Joegoslavië                    |

| Groep X |                                |             |             |             |            |            |            |        |
| #       | Land                           | Wedstrijden | Wedstrijden | Wedstrijden | Doelpunten | Doelpunten | Doelpunten | Punten |
| #       | Land                           | G           | W           | V           | V          | T          | Saldo      | Punten |
| 1       | Sovjet-Unie                    | 6           | 6           | 0           | 498        | 266        | +232       | 12     |
| 2       | Joegoslavië                    | 6           | 4           | 2           | 337        | 318        | +19        | 10     |
| 3       | Polen                          | 6           | 4           | 2           | 323        | 325        | -2         | 10     |
| 4       | Duitse Democratische Republiek | 6           | 3           | 3           | 354        | 337        | +17        | 9      |
| 5       | Bulgarije                      | 6           | 2           | 4           | 296        | 350        | -54        | 8      |
| 6       | Italië                         | 6           | 2           | 4           | 270        | 281        | -11        | 8      |
| 7       | België                         | 6           | 0           | 6           | 235        | 436        | -201       | 6      |

## Plaatsingswedstrijden 8e-13e plaats
Onderlinge resultaten uit de voorronde telden niet mee voor de plaatsingsronde.

### Groep X
| Datum   | Land                     | Score   | Land                     |
| ------- | ------------------------ | ------- | ------------------------ |
| 9 juli  | Nederland                | 42 – 48 | Hongarije                |
| 9 juli  | Tsjecho-Slowakije        | 54 – 49 | Frankrijk                |
| 9 juli  | Roemenië                 | 55 – 43 | Bondsrepubliek Duitsland |
| 10 juli | Tsjecho-Slowakije        | 79 – 32 | Bondsrepubliek Duitsland |
| 10 juli | Frankrijk                | 36 – 42 | Hongarije                |
| 10 juli | Roemenië                 | 52 – 46 | Nederland                |
| 11 juli | Frankrijk                | 48 – 59 | Roemenië                 |
| 11 juli | Bondsrepubliek Duitsland | 41 – 64 | Nederland                |
| 11 juli | Tsjecho-Slowakije        | 43 – 39 | Hongarije                |
| 13 juli | Tsjecho-Slowakije        | 81 – 41 | Nederland                |
| 13 juli | Hongarije                | 44 – 59 | Roemenië                 |
| 13 juli | Bondsrepubliek Duitsland | 47 – 91 | Frankrijk                |
| 13 juli | Hongarije                | 75 – 30 | Bondsrepubliek Duitsland |
| 14 juli | Nederland                | 55 – 60 | Frankrijk                |
| 14 juli | Tsjecho-Slowakije        | 65 – 73 | Roemenië                 |

| Groep X |                          |             |             |             |            |            |            |        |
| #       | Land                     | Wedstrijden | Wedstrijden | Wedstrijden | Doelpunten | Doelpunten | Doelpunten | Punten |
| #       | Land                     | G           | W           | V           | V          | T          | Saldo      | Punten |
| 8       | Roemenië                 | 5           | 5           | 0           | 298        | 246        | +52        | 10     |
| 9       | Tsjecho-Slowakije        | 5           | 4           | 1           | 322        | 234        | +88        | 9      |
| 10      | Hongarije                | 5           | 3           | 2           | 248        | 210        | +38        | 8      |
| 11      | Frankrijk                | 5           | 2           | 3           | 284        | 257        | +27        | 7      |
| 12      | Nederland                | 5           | 1           | 4           | 248        | 282        | -34        | 6      |
| 13      | Bondsrepubliek Duitsland | 5           | 0           | 5           | 193        | 364        | -171       | 5      |

## Eindrangschikking
| Goud   | Sovjet-Unie                    |
| Zilver | Joegoslavië                    |
| Brons  | Polen                          |
| 4      | Duitse Democratische Republiek |
| 5      | Bulgarije                      |
| 6      | Italië                         |
| 7      | België                         |

| 8  | Roemenië                 |
| 9  | Tsjecho-Slowakije        |
| 10 | Hongarije                |
| 11 | Frankrijk                |
| 12 | Nederland                |
| 13 | Bondsrepubliek Duitsland |

1938 · 
1950 · 
1952 · 
1954 · 
1956 · 
1958 · 
1960 · 
1962 · 
1964 · 
1966 · 
1968 · 
1970 · 
1972 · 
1974 · 
1976 · 
1978 · 
1980 · 
1981 · 
1983 · 
1985 · 
1987 · 
1989 · 
1991 · 
1993 · 
1995 · 
1997 · 
1999 · 
2001 · 
2003 · 
2005 · 
2007 · 
2009 · 
2011 · 
2013 · 
2015 · 
2017 · 
2019 · 
2021 · 
2023